# موریاتی وطن‌پرست
موریاتی وطن‌پرست (به انگلیسی: Moriarty the Patriot) Yūkoku no Moriāti (ژاپنی: 憂国のモリアーティ) مجموعه مانگا معمایی ژاپنی نوشته ریوسکه تاکوچی و تصویرگری هیکارو میوشی بر پایه کتاب سرگذشت داستانی شرلوک هلمز از آرتور کانن دویل است. داستان مانگا بر روی شخصیت ویلیام جیمز موریارتی، دشمن هلمز تمرکز دارد. یک مجموعه تلویزیونی انیمه اقتباس شده از این اثر ساخته پروداکشن آی. جی که از اکتبر ۲۰۲۰ تا ژوئن ۲۰۲۱ پخش شد.

## داستان
در اواخر قرن نوزدهم، امپراتوری بریتانیا به یک قدرت جهانی تبدیل شده و بخاطر وجود طبقه‌بندی سخت طبقاتی، در طبقات بالا اشراف منفور بر همه رعیت‌ها حکومت می‌کنند و یک شهروند متوسط شانس کمی برای صعود به طبقات بالای اجتماع دارد.
خانواده آلبرت موریارتی دو کودک یتیم به نام‌های ویلیام جیمز و لوئیس جیمز را به فرزندی قبول می‌کنند. یکی از اعضای خانواده موریاتی به نام آلبرت متوجه می‌شود که او و ویلیام نفرت مشترکی از اشراف فاسد بریتانیا دارند و ویلیام جیمز را به «مشاور جنایت» خود برمی‌گزیند. آن‌ها با هم نقشه می‌کشند تا برادر ظالم آلبرت را بکشند، املاک خانواده را به آتش بکشند، و سپس زندگی جدیدی را با هم شروع کنند تا از ابزارهای غیرقانونی برای از بین بردن سیستم طبقاتی که قرن‌ها کشور را آزار داده، استفاده کنند.
ویلیام جیمز موریارتی پس از اجرای نقشه خود برای قتل یک نجیب‌زاده که در حال شکار مردم عادی بود، با شرلوک روبرو می‌شود که متوجه شده شخص سومی در قتل‌ها نقش دارد. این موضوع علاقه موریاتی را به شرلوک برانگیخته و او را وادار می‌کند که شرلوک را متهم به قتل یک کنت برای آزمایش توانایی‌هایش کند.

## شخصیت‌ها
| نقش                    | شخصیت | صداپیشه ژاپنی                          | صداپیشه انگلیسی                     | صداپیشه فارسی (سورن وی‌اچ‌اس) |
| ---------------------- | --- | -------------------------------------- | ----------------------------------- | --------------------------- |
| ویلیام جیمز موریارتی   | برادر موریارتی وسط و مشاور جنایی. او هوش بالایی دارد و از آن برای دستیابی به جنایات کامل به امید پایان دادن به نظام طبقاتی و اصلاح جامعه استفاده می‌کند. او به قربانیان جنایات تحت تأثیر طبقاتی کمک می‌کند تا انتقام خود را با راه اندازی یک صحنه جنایت که در آن قربانیان آنها بدون به جا گذاشتن هیچ مدرکی دال بر دخالت خود، قتل را انجام می‌دهند، بگیرند. ویلیام در ابتدا در یک یتیم خانه بزرگ شد و سپس توسط آلبرت به فرزند خواندگی پذیرفت و هویت ویلیام واقعی را پس از کشته شدن در یکی از نقشه‌های جنایت خود به خود گرفت. | شیزوکا ایشیگامی (فقط جوانی) سوما سایتو | امیلی نیویس (فقط جوانی) آرون دیسموک | امیرهوشنگ زند               |
| آلبرت جیمز موریارتی    | قدیمی‌ترین برادران موریارتی. او تنها موریارتی واقعی از برادران است که ویلیام و لوئیس را پس از مشاهده اینکه چقدر خانواده واقعی او از هم پاشیده‌است به فرزندی پذیرفت و به رویاهای ویلیام برای بازسازی جامعه ایمان آورد. | تاکویا ساتو                            | کریس گوئررو                         |                             |
| لوئیس جیمز موریارتی    | کوچک‌ترین برادر موریارتی. او در یک یتیم خانه در کنار ویلیام بزرگ شد. در کودکی، او از بیماری ناشناخته ای رنج می‌برد و تا زمانی که پدر آلبرت تحت کنترل قرار گرفت تا او را تحت عمل جراحی نجات دهد و بیماری او را درمان کند، می‌مرد. او به ویلیام ارادت دارد و از هر دستور او پیروی می‌کند. | نائو تویاما (فقط جوانی) چیاکی کوبایاشی | لورا استال (فقط جوانی) هوارد وانگ   | سامان مظلومی                |
| شرلوک هولمز            | رقیب موریارتی، او یک کارآگاه مشاور است که به اسکاتلند یارد در پرونده‌های جنایی که آنها نمی‌توانند حل کنند کمک می‌کند. | ماکوتو فورکاوا                         | تئو دوانی                           | آیدین الماسیان              |
| جان اچ واتسون          | واتسون یک کهنه سرباز است که در جنگ اول انگلیس و افغانستان یک پزشک جنگی و همچنین هم‌خانه شرلوک بود که به او در حل پرونده‌ها کمک می‌کند. | یوکی اونو                              | رایان کلت لوی                       | کسری نیک آذر                |
| فرد پورلوک             | یکی از همکاران ویلیام که استاد مبدل و هنرهای رزمی، از جمله استفاده مرگبار از چاقو و سلاح گرم است. او به عنوان جاسوس و جمع‌آوری اطلاعات ویلیام عمل می‌کند و به ندرت صحبت می‌کند مگر اینکه اطلاعاتی را که جمع‌آوری کرده‌است ارائه دهد. علیرغم شخصیت گوشه گیرش، در قلب او کاملاً ملایم و مهربان است، به خصوص در اطراف کودکان و از زمانی که کودکان قربانی جنایات می‌شوند متنفر است. | یوتو اومورا                            | کالب ین                             | ساناز غلامی                 |
| سباستین موران          | سباستین یکی از یاران ویلیام است. یک سرباز حرفه ای که پس از روی آوردن به زندگی جنایتکارانه، تشویق به ترک ارتش شد. او یک متخصص اسلحه گرم است که می‌تواند اهداف خود را در فواصل بسیار شدید، به ویژه با تفنگ، هدف قرار دهد و به عنوان سرباز، محافظ و قاتل ویلیام عمل می‌کند. او ابراز تمایل کرده‌است که در صورت نیاز ویلیام جان خود را فدا کند و به رؤیای خود برای جامعه ای بهتر ایمان دارد. | ساتوشی هینو                            | کریستوفر وهکمپ                      | عباس چهاردهی                |
| مایکرافت هولمز         | برادر بزرگتر شرلوک است. | هیروکی یاسوموتو                        | جی. میچل تاتوم                      |                             |
| ایرنه آدلر             | او قبلاً با هولمز بود و اکنون با موریارتی است و حرفه ای در جاسوسی دارد. | یوکو هیکاسا                            |                                     | لیلا سودبخس                 |
| جک رنفیلد              | | نائویا اوچیدا                          |                                     |                             |
| فون هردر               | | کوسکه توریومی                          |                                     |                             |
| زک پترسون              | | توکویوشی کاواشیما                      |                                     |                             |
| چارلز آگوستوس میلورتون | | کنجی نوجیما                            |                                     |                             |